# Губкінський міський округ
Гу́бкінський міський округ (рос. Губкинский городской округн) — адміністративна одиниця Ямало-Ненецького автономного округу Російської Федерації.
Адміністративний центр — місто та єдиний населений пункт Губкінський.

## Населення
Населення району становить 27930 осіб (2018; 23335 у 2010, 20407 у 2002).